# Eugene Field
Eugene Field, né le 2 septembre 1850 à Saint-Louis (Missouri) et mort le 4 novembre 1895 à Chicago, est un écrivain américain, connu pour ses poésies pour enfants et ses essais humoristiques. 

## Biographie
Eugene Field est né à Saint-Louis dans le Missouri en 1850. Sa mère meurt en 1856 alors qu'il n'a que six ans. Il est alors élevé par une cousine Mary Field French à Amherst dans le Massachusetts.
Le père d'Eugene Field, l'avocat Roswell Martin Field, était célèbre pour avoir assuré la défense de Dred Scott, l'esclave qui engagea des poursuites judiciaires pour obtenir sa liberté (affaire parfois appelée la décision de justice à l'origine de la Guerre civile). Roswell Martin Field avait introduit la plainte au nom de Scott dans l'affaire opposant Dred Scott à Sandford auprès du tribunal fédéral de Saint Louis. L'affaire fut ensuite traitée par la Cour suprême des États-Unis. 
Eugene Field fit ses études au Williams College à Williamstown (Massachusetts). Son père mourut alors qu'il avait 19 ans. Huit mois plus tard, il fut renvoyé du Williams College.  Il étudia au Knox College de Galesburg, dans l'Illinois, mais fut renvoyé après une année. Enfin il rejoignit son frère Roswell à l'Université du Missouri à Columbia. Il y tenta le théâtre, fit des études de droit et écrivit également des articles pour le journal des étudiants.
Eugene Field partit alors pour effectuer un voyage à travers l'Europe. Au bout de six mois, il revint aux États-Unis, sans le sou. Field travailla à partir de 1875 comme journaliste pour le journal St. Joseph Gazette à Saint Joseph dans le Missouri. Il se maria la même année avec Julia Comstock, avec laquelle il eut huit enfants (parmi lesquels Eugene Field Jr.). Jusqu'à la fin de sa vie, il fit envoyer à sa femme tout l'argent qu'il gagnait disant ne pas vouloir gérer l'argent lui-même. Rapidement Eugene Field devint l'éditeur local de la Gazette. Il devint renommé pour ses articles humoristiques et légers sous forme de ragots. Certains articles furent reproduits par des autres journaux du pays. Ce fut à cette époque qu'il écrivit le poème Lovers Lane en référence à une rue de Saint Joseph.

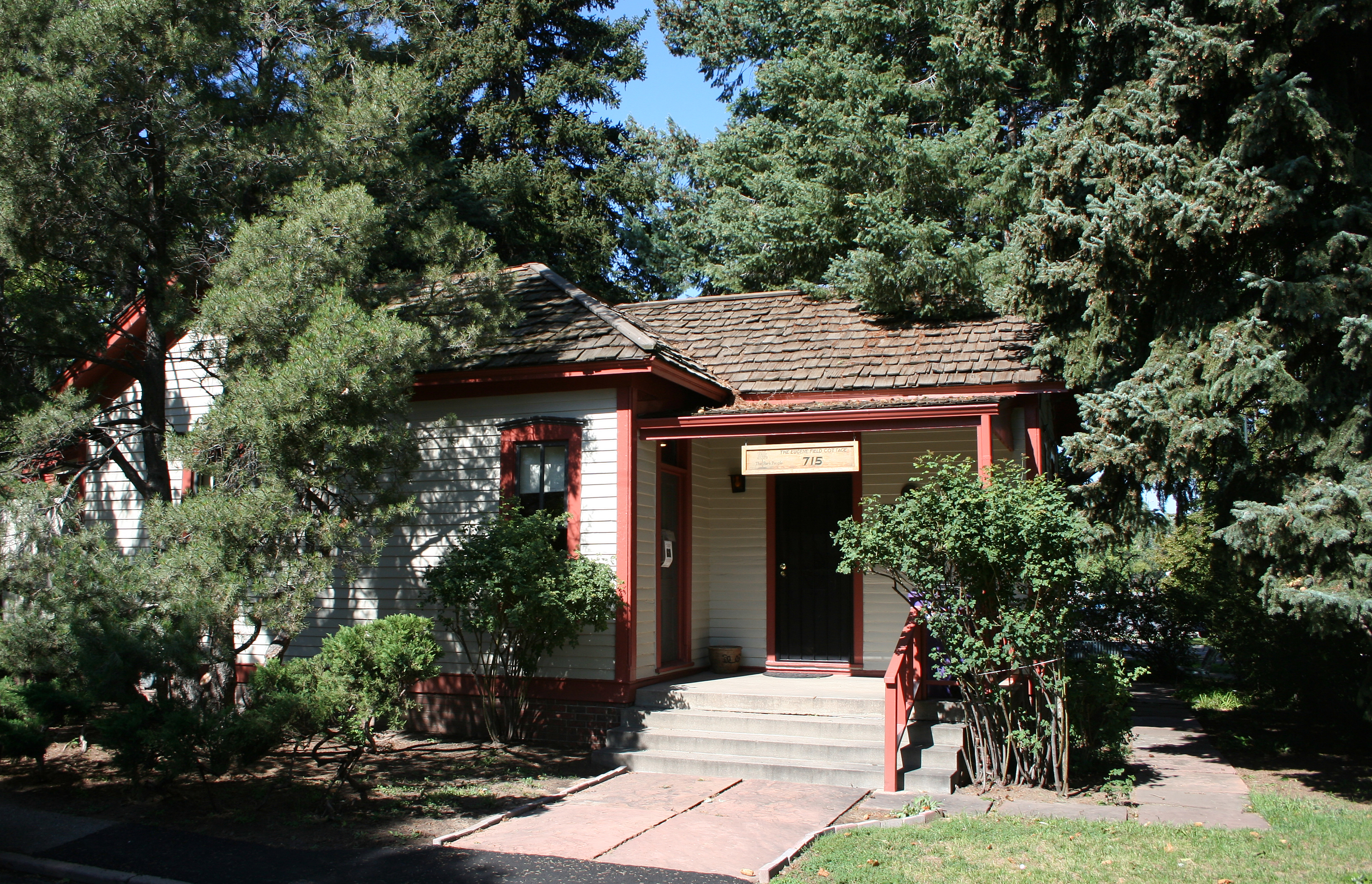
La maison d'Eugene Field à Denver, (Colorado), figure au Registre national des lieux historiques

De 1875 à 1880, Eugene Field résidait à Saint-Louis, d'abord comme écrivain éditorialiste du Morning Journal et ensuite pour le Times Journal. 
Après un bref passage en tant qu'éditeur du Kansas City Times, il fut pendant deux ans éditeur du Denver Tribune.
En 1883 Field partit pour Chicago où il rédigea des articles humoristiques pour la rubrique Sharps and Flats pour le Chicago Daily News. Sa maison de Chicago se trouvait à l'intersection du N. Clarendon et W. Hutchinson dans le quartier connu actuellement sous le nom de Buena Park dans Uptown (Chicago).  Sharps and Flats figurait dans l'édition du matin. Eugene Field y parodiait les personnalités et événements du jour, en particulier dans le domaine des arts et de la littérature.  Son sujet d'amusement favori était la grandeur d'esprit intellectuelle de Chicago comparée à Boston. 
Eugene Field démarra la publication de poésies en 1879, avec Christmas Treasures dans A Little Book of Western Verse. Plus d'une douzaine de volumes de poésie suivirent. Field devint renommé pour ses poèmes pour enfants, parmi lesquels figure Wynken, Blynken, and Nod.. Field publia également quelques histoires courtes parmi lesquelles The Holy Cross et Daniel and the Devil.

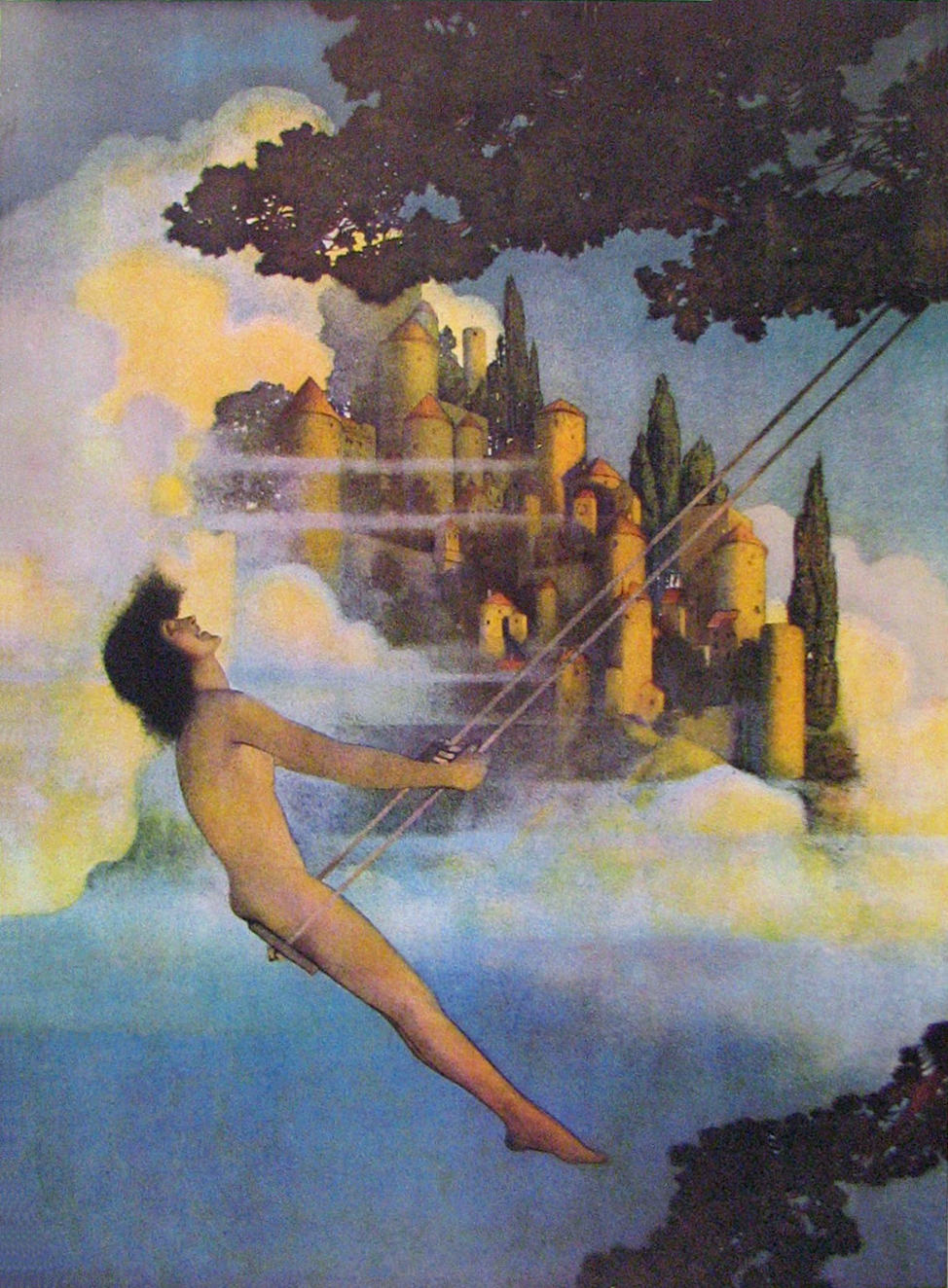
The Dinky Bird par Maxfield Parrish, une illustration de Poems of Childhood par Eugene Field

Field mourut le 4 novembre 1895 à Chicago à l'âge de 45 ans d'une crise cardiaque. Il est inhumé dans l'église du Holy Comforter de Kenilworth dans l'Illinois. Dans la biographie écrite par S. Thompson en 1901, il est mentionné qu'Eugene Field fut d'abord inhumé au cimetière de Graceland de Chicago, mais son beau-fils, Senior Warden, de l'église du Holy Comforter le fit réenterrer le 7 mars 1926.

## Héritage culturel
- Certains de ses poèmes ont été mis en musique avec un succès commercial.
- Un grand nombre de ses œuvres furent illustrées par des peintures de Maxfield Parrish.
- La maison à Saint-Louis où il passa son enfance est ouverte au public sous le nom de The Eugene Field House et St. Louis Toy Museum[9].
- Un mémorial, une statue de Dream Lady de son poème Rock-a-by-Lady, a été érigé en son souvenir en 1922 au zoo de Lincoln Park à Chicago.
- Un parc et une maison de campagne portent son nom dans le quartier d'Albany Park à Chicago.
- Un parc près de Oak Park dans l'Illinois porte également son nom.
- Une statue de Wynken, Blynken and Nod orne le Washington Park, près de la maison d'Eugene Field à Denver.
- Eugene Field a sa propre étoile sur le Walk of Fame de St. Louis[10].
- De nombreuses écoles d'enseignement fondamental portent son nom.
- Un immeuble de logements de Denver, situé Colorado's Poet's Row, porte son nom.

## Source
- (en) Cet article est partiellement ou en totalité issu de l’article de Wikipédia en anglais intitulé « Eugene Field » (voir la liste des auteurs).